# Hilaria Gössmann
Hilaria Gössmann (* 1957 in Tokio) ist eine deutsche Japanologin.

## Leben
Sie studierte Japanologie und Germanistik in Tokio, München, Bonn, Bochum und Trier. Von 1987 bis 1991 war sie wissenschaftliche Mitarbeiterin an der Universität Trier. Nach der Promotion in Trier 1992 war sie von 1992 bis 1995 wissenschaftliche Mitarbeiterin am Deutschen Institut für Japanstudien. Seit Wintersemester 1995/1996 lehrt sie als Professorin Japanologie an der Universität Trier.
Ihre Forschungsschwerpunkte sind moderne Literatur und Populärkultur mit Schwerpunkt gender studies und Interkulturalitätsforschung.

## Schriften (Auswahl)
- Frauen in der japanischen Literatur. Sata Ineko und ihr Werk von 1920 bis 1970. Bochum 1985, ISBN 3-88339-471-8.
- Schreiben als Befreiung. Autobiographische Romane und Erzählungen von Autorinnen der proletarischen Literaturbewegung Japans. Wiesbaden 1996, ISBN 3-447-03844-6.
- als Herausgeberin: Das Bild der Familie in den japanischen Medien. München 1998, ISBN 3-89129-500-6.
- als Herausgeberin mit Renate Jaschke und Andreas Mrugalla: Interkulturelle Begegnungen in Literatur, Film und Fernsehen. Ein deutsch-japanischer Vergleich. München 2011, ISBN 978-3-86205-095-6.